# Syntrichia magilliana
Syntrichia magilliana är en bladmossart som beskrevs av Lewis Edward Anderson 1997. Syntrichia magilliana ingår i släktet skruvmossor, och familjen Pottiaceae. Inga underarter finns listade i Catalogue of Life.